# توبوليف باك دا
توبوليف باك دا هي قاذفة قنابل استراتيجية شبحية تحت التطوير من قبل شركة توبوليف لصالحالقوات الجوفضائية الروسية، من المخطط أن تدخل الخدمة في عام 2028.